# SV Dessau 05
Ne doit pas être confondu avec le Dessauer SV 97, un autre club de la localité
Maillots
Le SV Dessau 05 est un club allemand de football basé à Dessau-Roßlau.

## Historique
- 1905 : fondation du club sous le nom de FC Adler Dessau
- 1905 : fusion avec le St. Johannis Dessau en Dessauer FC
- 1909 : fusion avec le SV Bamag Dessau en VfR Dessau
- 1921 : fusion avec le SV Dessau en SV Dessau 05
- 1944 : fermeture du club
- 1945 : refondation sous le nom de Blau-Weiß Dessau
- 1946 : le club est renommé Freie VSG Dessau-Nord
- 1948 : le club est renommé Union Dessau
- 1949 : le club est renommé BSG Waggonfabrik Dessau
- 1950 : le club est renommé BSG Motor Dessau
- 1990 : le club est renommé SG Waggonbau Dessau
- 1995 : le club est renommé SV Dessau 05

## Palmarès
- Coupe de RDA de football
  - Vainqueur : 1949